# Amiota pengi
Amiota pengi är en tvåvingeart som beskrevs av Chen och Masanori Joseph Toda 1998. Amiota pengi ingår i släktet Amiota och familjen daggflugor. Inga underarter finns listade i Catalogue of Life.